# Can Pella i Forgas
Can Pella i Forgas és una masia del municipi de Begur (Baix Empordà) inclosa en l'Inventari del Patrimoni Arquitectònic de Catalunya.

## Descripció
És una masia aïllada dintre de l'entramat urbà. És de planta rectangular, consta de planta baixa i una planta i té la teulada a quatre vessants. En un cantó té adossada una torre circular coronada amb merlets escalonats. La casa està envoltada per un jardí i una tanca.
En la façana lateral dreta hi ha tres finestres amb decoració gòtica; la de l'esquerra té arc conopial, aquests i un guardapols amb capitells florals, la central té un arc conopial més pronunciat, formant un trèvol al centre, i el guardapols acaba en dos petites cares, i la de la dreta té l'arc i el guardapols de punt rodó, l'arc és trevolat i el guardapols clou amb dos arcs alats. A la planta baixa hi ha dues obertures amb arc conopial i una altra amb llinda.
La façana posterior té una porta a la planta baixa d'arc rebaixat i en el pis superior hi ha dues finestres d'arc conopial i sense guardapols. El ràfec de la teulada està decorat amb un fris d'arquets cecs.